# Manuel Štrlek
Manuel Štrlek (Zagreb, 1 de dezembro de 1988) é um handebolista profissional croata, é medalhista olímpico de bronze.